# 德斯坦 (佛罗里达州)
德斯坦（英語：Destin），是美国佛罗里达州奧卡魯沙縣下属的一座城市。建立于1984年。面积约为21.2平方公里（约合8.2平方英里）。根据2010年美国人口普查，该市有人口12,305人。论人口在本州排行第144。